# Стефан Атанасов (революционер)
Вижте пояснителната страница за други личности с името Стефан Атанасов.
Стефан Атанасов е български революционер, кичевски войвода на Вътрешната македоно-одринска революционна организация.

## Биография
Стефан Атанасов е роден в град Кичево, тогава в Османската империя, днес в Северна Македония. Присъединява се към ВМОРО. През есента на 1912 година заедно с Петър Чаулев и Деян Димитров решават да обявяват Рабетинкол, Дебърца, Малесия и Демирхисар за свободни зони, като провеждат редица акции и съвместно със селската милиция нанасят тежки загуби на турските войски.
След окупирането на Вардарска Македония от Кралство Сърбия Стефан Атанасов е заловен и убит от сръбските власти през 1913 година.